# Тимна-Тель-Баташ
Тимнаф (Тимнах, Фимнафа, Фимна, Тимна иудейская)— филистимский город в Ханаане, упоминаемый в еврейской Библии (Суд. 14) в связи с Самсоном. Современные археологи отождествляют древнее место с теллем долины реки Сорек, в 7 километрах к северо-западу от Бейт-Шемеша, недалеко от израильского мошава Таль-Шахар, известного на иврите как Тель-Баташ (תל בטש) или Телулиот Баташи (множественное число), а на арабском языке как Телль-Буташи или Телеилат Баташи (множественное число). Это место не следует путать ни с пока ещё не идентифицированной Тимной из нагорья Иудеи (Нав. 15:57), ни с южным медеплавильным местом Тимна в Араве близ Эйлата .
В XIX веке К. Клермон-Ганно обнаружил Тель-Баташ, определённый им как римский военный лагерь. В 1977—1989 годах были проведены 12 сезонов раскопок под руководством Амихая Мазара и Джордж Л. Кельма. Кельм занимал должность профессора библейских истоков и археологии в Юго-Западной баптистской теологической семинарии, раскопки спонсировались семинарией.

## География
Тель-Баташ расположен в долине Сорек, которая является точкой доступа из Прибрежной равнины через Шефелу в Центральные Иудейские горы.

## В Библии
В истории Иуды и Фамари упоминается место под названием Фамна (Тимна, Фимна, Фимнафа) (Быт. 38:13, в). Иуда, возможно, отправился туда для стрижки своих овец, тогда и встретил свою невестку по пути. Есть предположения, что это произошло в месте, которое теперь по-арабски называется Хирбет-эт-Тиббане.
Место с названием Фимна (Тимна, Фимнафа) упоминается как точка на границе колена Иудина (Нав. 15:10).
В Суд. 14:1—20 рассказывается о походе Самсона в Фимнафу, чтобы найти жену. Упоминаются виноградники Фимнафы (Суд. 14:5). По пути он растерзал льва. Самсон женился на «девушке филистимлянке  из Тимны и загадал загадку для жителей Тимны, которую они смогли разрешить только после подсказки его жены.

## История
Раскопки Мазара и Кельма (1970—1980-е годы) выявили двенадцать слоев непрерывного поселения в эллинистический период, с редкими поселениями поблизости в византийский период.
Вблизи холма, на краю Нахаль Сорек находятся остатки римской дороги, а также поселения, относящиеся к эпохе халколита и ханаанского периода.

### Бронзовый век
Тель-Баташ был впервые заселен в среднем бронзовом веке, тогда был возведен земляной вал, защищавший территорию площадью 10 акров (4 гектара).

### Железный век

#### Железо I
Тель-Баташ в эпоху филистимлян (поздний бронзовый век — железный век) был укрепленным городом, плотно застроенным постройками из глинобитного кирпича.

#### Железо II
В ходе археологических раскопок были обнаружены укрепления и здания периода Иудейского царства, датируемые VII и VIII веками до нашей эры. В одном из зданий был найден керамический черепок с еврейской царской печатью.

## Старая идентификация (Хирбет Тибне)
Хирбет Тибна, также пишется Х. Тибнех — руины, расположенные ок. 3,2 км к юго-западу от Бейт-Шемеша, Израиль на высоте 230 метров над уровнем моря. На карте Палестины 1928—1947 гг. (PAL 1157), хранящейся в Национальной библиотеке Израиля, руины указаны в разделе карты 14-12, в координатах 144.1 / 127.9 [144/127 PAL ], под координатами 31 o 44’36.587“ с. ш. / 34 o 56’12.72» в. д. Руины находятся примерно в 2 километрах к северо-востоку от мошава Сдот Миха и примерно в 1,4 км к юго-западу от Бир-эль-Леймуна. Доступ к объекту в настоящее время ограничен, поскольку он находится на военной территории. Ранние исследователи и исторические географы идентифицировали эти руины с библейским городом Тимна, который, как полагают, связан с историями библейского Самсона (Суд. 14:1—5). Французский востоковед Клермон-Ганно также считал, что Тибна — это искаженное еврейское слово Тимна.
Эдвард Робинсон обнаружил Тибне заброшенной деревней (1838 год). Археолог У. Ф. Олбрайт описал это место как «Хирбет Тибне, Тимнат из истории Самсона» (зима 1924-25 годов). Ему не удалось найти еврейские черепки, причиной он назвал то, что место было покрыто «массами греко-римского и византийского мусора». В 1940-х годах археолог Бенджамин Мазар провел поверхностное обследование региона, включая Телль-Буташи, без проведения раскопок.

## Современная идентификация (Телль Буташи)
Телль-Буташи идентифицируется современными археологами как библейский город Тимнат (Тимнах), связанный с сагой о Самсоне. Там в 1970—1980-х годах проводились масштабные археологические раскопки. Предполагается, что с упадком города название «Тимнах» перешло на территорию, ныне известную как Хирбет-Тибна, расположенную в нескольких километрах от Телль-Буташи.

## Дальнейшее чтение
- George L. Kelm. Timnah: a biblical city in the Sorek Valley / George L. Kelm, Amihay Mazar. — Eisenbrauns, December 1995. — ISBN 978-0-931464-97-3.
- Eerdmans Dictionary of the Bible. — Amsterdam University Press, 31 December 2000. — P. 1312. — ISBN 978-90-5356-503-2.
- John Charles Hugh Laughlin. Fifty major cities of the Bible: from Dan to Beersheba. — Routledge, 2006. — P. 226–. — ISBN 978-0-415-22315-7.
- Lester L. Grabbe. "Like a bird in a cage": the invasion of Sennacherib in 701 BCE. — Continuum International Publishing Group, 2003. — P. 12. — ISBN 978-0-8264-6215-2.
- Jonathan Michael Golden. Ancient Canaan and Israel: new perspectives. — ABC-CLIO, November 2004. — P. 70–71. — ISBN 978-1-57607-897-6.